# Copa Verde 2017
La Copa Verde 2017 è stata la 4ª edizione della Copa Verde, competizione statale riservata alle squadre delle regioni del Nord, del Centro-Ovest (tranne il Goiás) e dell'Espírito Santo.
La coppa è stata vinta dal Luverdense, vincitore per 4-2 nel doppio confronto contro il Paysandu.

## Formula
La competizione si svolge ad eliminazione diretta e prevede una prima fase preliminare, seguita da un tabellone a cui accedono le due vincitrici dei preliminari insieme alle restanti quattordici squadre. Il club vincitore ottiene un posto per gli ottavi di finale di Coppa del Brasile 2018.

## Partecipanti
Al torneo partecipano 24 squadre:
- 14 squadre ammesse tramite piazzamenti nelle competizioni nazionali;
- Le migliori 4 squadre secondo il Ranking CBF 2017 non qualificate nel precedente punto;

### Competizioni statali
Squadre ammesse per il miglior piazzamento nei campionati o nelle coppe statali:
| Stato              | Squadra (Città)                               | Motivo qualificazione                                       |
| ------------------ | --------------------------------------------- | ----------------------------------------------------------- |
| Acre               | Atlético Acreano (Rio Branco)                 | Vincitore del Campionato Acriano 2016                       |
| Acre               | Galvez (Rio Branco)                           | 3º del Campionato Acriano 2016                              |
| Amapá              | Santos-AP (Macapá)                            | Vincitore del Campionato Amapaense 2016                     |
| Amazonas           | Fast Clube (Manaus)                           | Vincitore del Campionato Amazonense 2016                    |
| Distretto Federale | Luziânia (Luziânia)                           | Vincitore del Campionato Brasiliense 2016                   |
| Distretto Federale | Ceilândia (Ceilândia)                         | 2° nel Campionato Brasiliense 2016                          |
| Espírito Santo     | Rio Branco-ES (Vitória)                       | Vincitore della Copa Espírito Santo 2016                    |
| Mato Grosso        | Luverdense (Lucas do Rio Verde)               | Vincitore del Campionato Mato-Grossense 2016                |
| Mato Grosso do Sul | Sete de Dourados (Dourados)                   | Vincitore del Campionato Sul-Mato-Grossense 2016            |
| Mato Grosso do Sul | Operário-MS (Campo Grande)                    | 3º nel Campionato Sul-Mato-Grossense 2016                   |
| Pará               | Paysandu (Belém)                              | Vincitore del Campionato Paraense 2016                      |
| Rondônia           | Rondoniense (Porto Velho)                     | Vincitore del secondo turno del Campionato Rondoniense 2016 |
| Roraima            | São Raimundo-RR (Boa Vista)                   | Vincitore del Campionato Roraimense 2016                    |
| Tocantins          | Tocantins de Miracema (Miracema do Tocantins) | 2º nel Campionato Tocantinense 2016                         |

### Ranking
Squadre ammesse per il miglior piazzamento nel Ranking CBF 2017:
| Pos | Squadra         | Città  | Stato       |
| --- | --------------- | ------ | ----------- |
| 52  | Cuiabá          | Cuiabá | Mato Grosso |
| 57  | Remo            | Belém  | Pará        |
| 61  | Águia de Marabá | Marabá | Pará        |
| 63  | Nacional-AM     | Manaus | Amazonas    |

## Risultati

### Turno preliminare
| Squadra 1        | Totale | Squadra 2   | Andata | Ritorno |
| ---------------- | ------ | ----------- | ------ | ------- |
| Galvez           | 2 – 1  | Nacional-AM | 1 – 1  | 1 – 0   |
| Sete de Dourados | 1 – 4  | Ceilândia   | 1 – 1  | 0 – 3   |

### Ottavi di finale
| Squadra 1             | Totale      | Squadra 2       | Andata | Ritorno |
| --------------------- | ----------- | --------------- | ------ | ------- |
| Operário-MS           | 1 – 2       | Luziânia        | 1 – 1  | 0 – 1   |
| Rondoniense           | 1 – 1 (gfc) | Cuiabá          | 0 – 0  | 1 – 1   |
| Ceilândia             | 1 – 4       | Luverdense      | 1 – 1  | 1 – 3   |
| Tocantins de Miracema | 2 – 7       | Rio Branco-ES   | 0 – 2  | 2 – 5   |
| Atlético Acreano      | 1 – 5       | Remo            | 1 – 1  | 0 – 4   |
| Fast Clube            | 2 – 4       | Santos-AP       | 1 – 0  | 1 – 4   |
| São Raimundo-RR       | 1 – 3       | Águia de Marabá | 1 – 0  | 0 – 3   |
| Galvez                | 0 – 2       | Paysandu        | 0 – 0  | 0 – 2   |

### Quarti di finale
| Squadra 1       | Totale      | Squadra 2     | Andata | Ritorno |
| --------------- | ----------- | ------------- | ------ | ------- |
| Luziânia        | 5 – 5 (gfc) | Rondoniense   | 3 – 3  | 2 – 2   |
| Luverdense      | 7 – 2       | Rio Branco-ES | 5 – 0  | 2 – 2   |
| Remo            | 2 – 4       | Santos-AP     | 2 – 1  | 0 – 3   |
| Águia de Marabá | 1 – 3       | Paysandu      | 1 – 2  | 0 – 1   |

### Semifinali
| Squadra 1   | Totale | Squadra 2  | Andata | Ritorno |
| ----------- | ------ | ---------- | ------ | ------- |
| Rondoniense | 2 – 5  | Luverdense | 1 – 2  | 1 – 3   |
| Santos-AP   | 2 – 4  | Paysandu   | 1 – 1  | 1 – 3   |

### Finale
| Squadra 1  | Totale | Squadra 2 | Andata | Ritorno |
| ---------- | ------ | --------- | ------ | ------- |
| Luverdense | 4 – 2  | Paysandu  | 3 – 1  | 1 – 1   |